# Lectica
Lectica fou una mena de llitera o sofà pla, en la qual les persones en posició d'ajagudes, eren traslladades a l'antiga Roma. Es dividien en les que servien per als morts i les que servien per als vius.
Les que servien per als morts (lectica funebris, lecticula, lectis funebris, feretrum o capulum) eren utilitzades pels romans (i pels grecs) des de molt antigament. La seva decoració era segons el rang del difunt. La lectica amb la que August fou portat a la tomba era de vorí i or i estava coberta per una complexa tela de porpra i or. Durant l'Imperi aquestes lecticae les portaven els anomenats lecticarii, pagats per l'estat, el que lliurava a la família d'aquesta despesa.
Lecticae per a persones invàlides es van usar tanmateix a Grècia i Roma molt antigament i probablement eren molt semblants a les fúnebres; els generals ferits o malalts eren portats d'un lloc a un altre amb lectica. Per persones no malaltes, ni ferides, ni impossibilitades, el seu ús fou molt limitat.
Després del temps dels Gracs les antigues lecticae dels romans es van limitar a aquestes dues circumstàncies, trasllat de morts o trasllat de ferits i malalts.
Els grecs les usaven per al mateix, però les van anar perfeccionant per arribar a ser una manera de transport còmode per persones riques, i inclogueren tela de vellut i un coixí per reposar el cap, sistema importat d'Àsia; els laterals de la lectica eren protegits per cortines; foren usades principalment per dones i per homes malalts i era mal vist que fos usat per persones que gaudien de bona salut; però a partir del segle iii aC es van usar cada vegada més i es van adornar amb més magnificència.
Uns esclaus, generalment dos o quatre (a vegades també servidors lliures), portaven la gent en lectica i també eren anomenats lecticarii. Aquesta lectica més luxosa fou introduïda entre els romans i va servir per viatjar en distàncies curtes. Consta usada per primera vegada en temps de Gai Semproni Grac (segons Aule Gel·li) però no procedent de Grècia sinó directament de l'Àsia. Sembla que ja en aquest temps la lectica fúnebre era coberta (així no es veia si es portava un mort o un malalt). La lectica era ja corrent en temps de Ciceró.
En temps de l'imperi la lectica va perdre les cortines dels laterals i es van substituir per pedres transparents (lapis specularis); es parla d'una lectica aperta però probablement voldria dir només sense cortines. La persona que hi era transportada podia llegir, escriure o dormir; de fet només la utilitzaven persones riques. Els lecticaris les portaven per mitjà d'uns agafadors que estaven units a la lectica però sense estar-hi fixats, per la qual cosa es podien treure fàcilment si era necessari. Els lecticarii podien ser entre dos (normalment) i vuit. Els esclaus seleccionats com lecticaris eren els més macos i anaven sempre ben vestits; lògicament havien de ser forts; al davant dels lecticarii anava el anteambulo obrint pas.
L'ús de les lecticaes es va desenvolupar al segle i aC i Juli Cèsar va haver de prohibir o restringir la seva utilització i limitar el privilegi de ser portat en lectina a algunes persones d'edat i només alguns dies de l'any. Encara en temps de Claudi ser portat en lectina era considerat una gran distinció que l'emperador concedia només als seus preferits, però en aquests anys l'ús es va tornar a generalitzar fins al punt que Domicià en va haver de prohibir la utilització a les prostitutes. Alguns emprenedors van crear companyies de lecticae amb establiment d'un nombre d'aquestes com a públiques.
El diminutiu lecticula fou aplicat a una mena de sofà portable que permetia transportar a una persona d'una casa a una altra. Com que els romans aprofitaven per escriure fou coneguda com a lecticula lucubratoria o lectulus.